# Takahashi Tōru (Internet)
Takahashi Tōru (高橋徹 Cao Kiều Triệt, sinh tháng 1 năm 1941) là một nhà nghiên cứu và kinh doanh mạng máy tính người Nhật. Ông được ghi nhận là người đã đóng góp vào sự phổ biến của Internet vào Nhật Bản và phần còn lại của châu Á trong thập niên 1990 và là nhân vật quan trọng trong quá trình phát triển thương mại ban đầu của Internet. Vì lý do này, ông thường được gọi là "Cha đẻ của Internet" ở Nhật Bản.

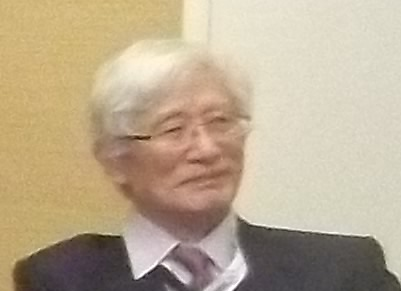
Takahashi Tōru năm 2012 tại cuộc họp giữa các thành viên của Đại sảnh Danh vọng Internet

Takahashi chào đời tại Utsunomiya, tỉnh Tochigi năm 1941. Sau khi tốt nghiệp Khoa Nghệ thuật tại Đại học Tohoku năm 1964, ông ra làm biên tập viên và nhà văn. Từ năm 1982, ông có tham gia vào việc tiếp thị của Videotex. Từ năm 1986, ông gia nhập dự án xây dựng mạng LAN tốc độ cao sử dụng các máy trạm và bộ định tuyến UNIX. Từ năm 1987, ông bắt đầu nghiên cứu về Internet và đảm nhận vị trí thành viên của Hiệp hội Người dùng Unix Nhật Bản. Năm 1993, ông trở thành tổng thư ký tại thời điểm thành lập Hiệp hội Internet Nhật Bản và lên làm chủ tịch hiệp hội này vào năm 1997. Năm 1994, ông thành lập Tokyo Internet ISP đồng thời kiêm luôn chức chủ tịch. Năm 2001, khi Hiệp hội Internet Nhật Bản hợp nhất với Hội đồng Mạng lưới Điện tử và hình thành nên Foundation Internet Association, ông được đề cử làm phó giám đốc của tổ chức này, và năm 2002 giữ chức chủ tịch của Hiệp hội Internet châu Á Thái Bình Dương rồi về sau kiêm luôn chức giám đốc.
Năm 2002, Takahashi nhận được Giải thưởng của Bộ Nội vụ và Truyền thông về Thông tin và Truyền thông. Năm 2012, ông được chọn là người Nhật duy nhất trong số 33 thành viên của Đại sảnh Danh vọng Internet thuộc Hiệp hội Internet ở hạng mục Người Kết nối Toàn cầu vì những đóng góp của ông trong việc truyền bá Internet vào Nhật Bản và phần còn lại của châu Á.

## Tác phẩm
- 高橋徹 (2000). インターネット革命の彼方へ - IT国家戦略と情報化社会. ベストセラーズ. ISBN 978-4584185674.
- 藤田田、高橋徹 (2001). 藤田田社長が高橋徹教授にIT特別講義を受ける. ベストセラーズ. ISBN 978-4584186107.
- ティム・バーナーズ＝リー (2001). Webの創成 - World Wide Webはいかにして生まれどこに向かうのか. 高橋徹（訳）. 毎日コミュニケーションズ. ISBN 978-4839902872.
- 高橋徹（編）、安田浩（編）、永田守男（編）, biên tập (2002). 次代のIT戦略 - 改革のためのサイバー・ガバナンス. NIRAチャレンジ・ブックス. 日本経済評論社. ISBN 978-4818814523.